# United Eagle Airlines

United Eagle Airlines était une compagnie aérienne chinoise, basée à Chengdu en République populaire de Chine.
Le 20 janvier 2010, a été officialisé le nouveau nom de la compagnie: Chengdu Airlines

## Flotte
En juin 2009, la flotte de United Eagle Airlines est constituée de 5 Airbus :

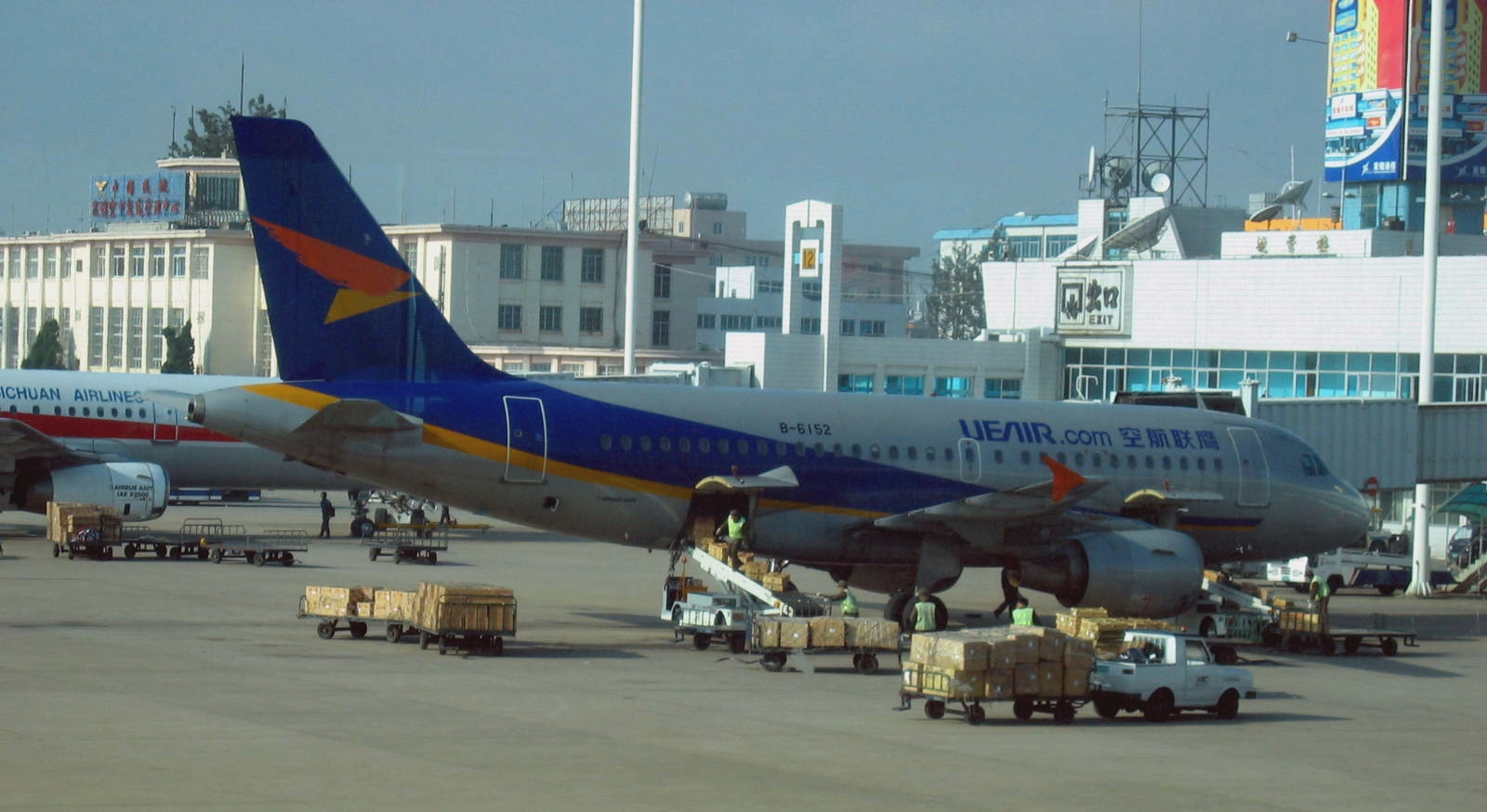
Airbus A319 de United Eagle Airlines sur l'aéroport international de Kunming